# Macynia labiata
Macynia labiata är en insektsart som först beskrevs av Carl Peter Thunberg 1784.  Macynia labiata ingår i släktet Macynia och familjen Bacillidae. Inga underarter finns listade i Catalogue of Life.